# Fill (Unternehmen)
Fill ist ein international tätiges Sondermaschinen- und Anlagenbauunternehmen für verschiedene Industriebereiche in Gurten im Innviertel, Oberösterreich. Die Geschäftstätigkeit umfasst die Bereiche Metall, Kunststoff und Holz für die Automobil-, Luftfahrt-, Sport- und Bauindustrie. Der 1966 gegründete Familienbetrieb beschäftigt rund 1000 Mitarbeiter.

## Geschichte und Unternehmensprofil

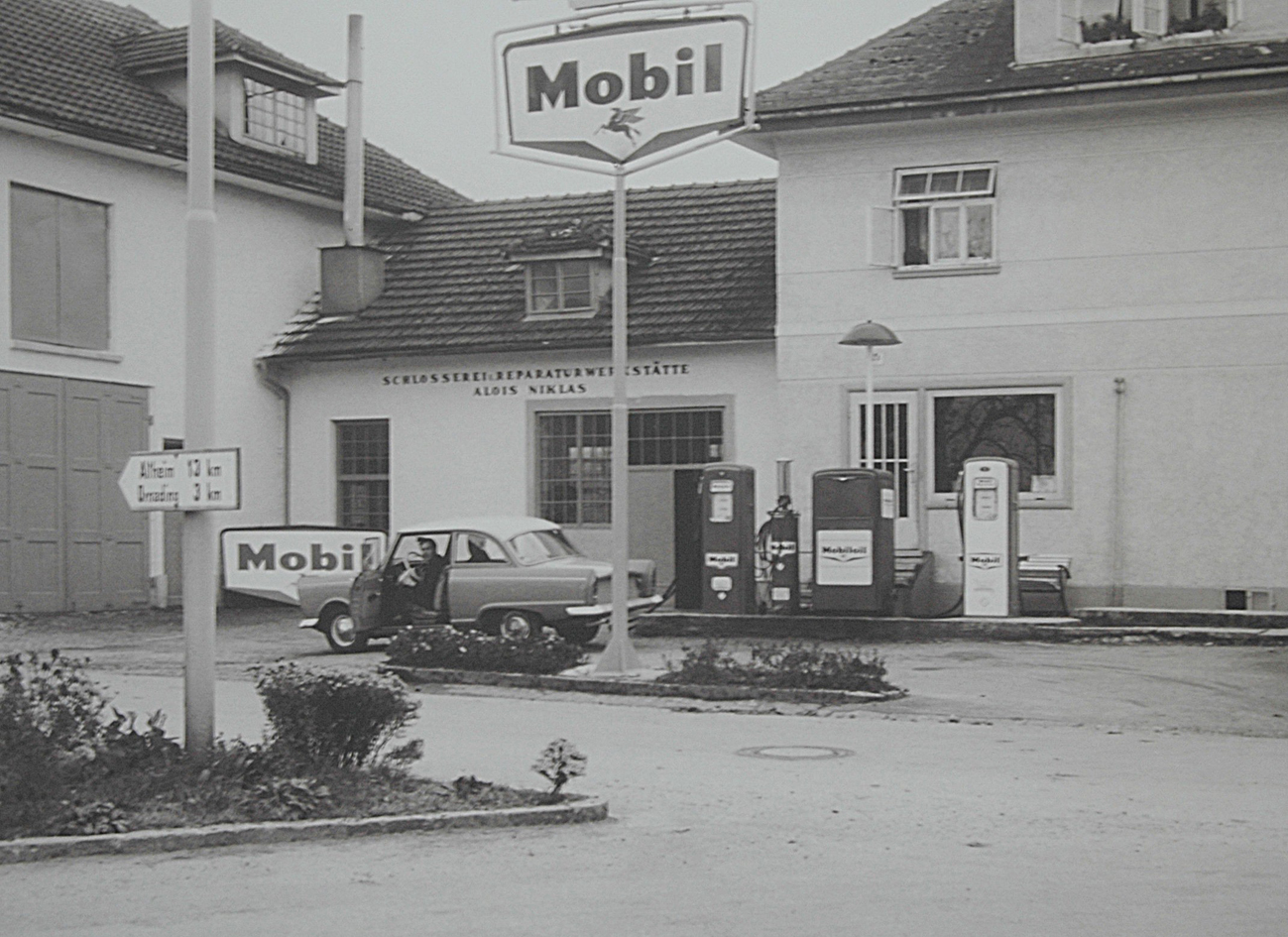
Firma Fill, 1966

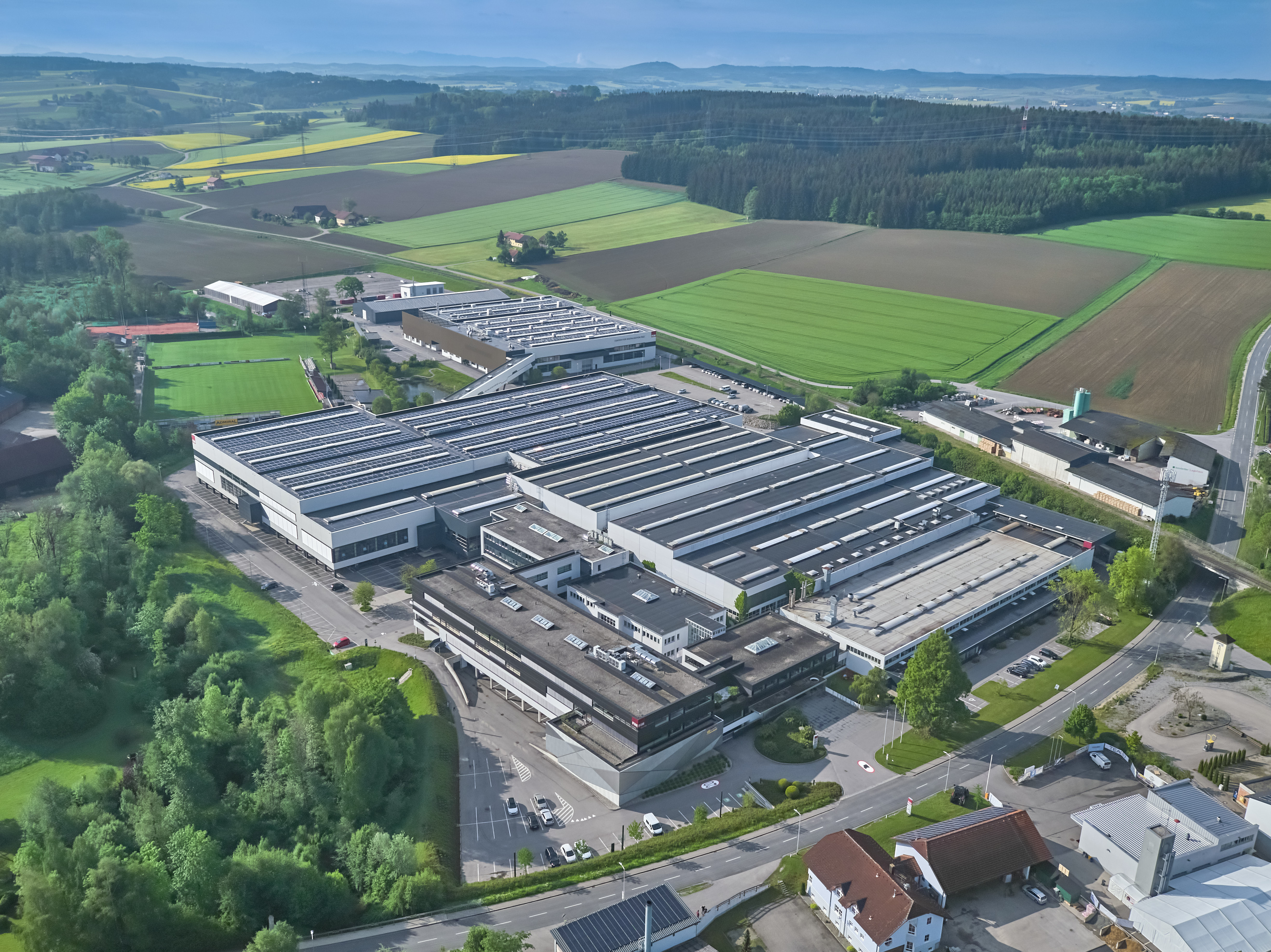
Fill Luftaufnahme, 2023

Josef Fill gründete 1966 den Schlossereibetrieb Fill Maschinenbau mit zwei Mitarbeitern in Gurten. Eine Tankstelle diente als zweites Standbein. Schon bald begann man mit dem Maschinenbau, etwa für Ski-Fischer 1970, für verschiedene holzverarbeitende Betriebe, ab 1979 für die Kunststoff- und Automobilindustrie.
1976/77 stellte der Betrieb Maschinen und Anlagen für die Skiindustrie her, automatisierte Prozesse bei der PU-Skiproduktion, entwickelte und produzierte 1981 eine CNC-Fräsmaschine für die Bearbeitung von Skibauteilen. Ab 1986 belieferte Fill alle größeren Ski- und Snowboardproduzenten weltweit.
Aus dem Einzelunternehmen entstand 1987 die Fill Gesellschaft m.b.H. mit damals 137 Mitarbeitern. 1989 überschritt man die 100-Millionen-Schilling-Umsatzgrenze (7,5 Mio. Euro). 1991 wurden erste CAD-Stationen und ein PPS-System installiert. Fill lieferte 1994 erste Anlagen für die Gießereiindustrie an die Firma Mandl & Berger (heute Nemak) in Linz. Die Gießereitechnik entwickelte sich zur umsatzstärksten Sparte der Firma.
Ab 1996 lieferte Fill Anlagen an internationale Autozulieferbetriebe und Automobilproduzenten. Nach eigenen Schätzungen sind weltweit in jedem dritten Pkw Teile verbaut, die auf Fill-Anlagen gefertigt wurden.
1997 wurde die Firma nach ISO 9001 zertifiziert.
1999 erfolgte die Gründung der Fill Beteiligungsverwaltungs GmbH.
Andreas Fill übernahm im Jahr 2000 vom Vater Josef die Geschäftsführung und die Geschäftsanteile. 2001 erfolgte die Umwandlung vom Gewerbe- zum Industriebetrieb.
Ab 2006 kamen Bandsägen für den industriellen Einsatz, patentierte Holzdünnschnittmaschinen und automatische Ausbesserungsanlagen für Massivholzplatten zum Tätigkeitsfeld.
2005 beschäftigte Fill fast 300 Mitarbeiter, davon 45 Lehrlinge.
2009 wurde zusammen mit anderen Betrieben aus dem Innviertel eine eigene Lehre-mit-Matura-Klasse am WIFI Ried im Innkreis eingerichtet.
2011 wurden 54 Lehrlinge ausgebildet, das entspricht einem Zehntel der Beschäftigten. 50 % der Belegschaft waren zu diesem Zeitpunkt ehemalige Lehrlinge aus dem eigenen Haus.
2010 erhielt das Unternehmen von FACC (Ried) den Auftrag für eine Ultraschallprüfanlage für die Luftfahrtindustrie in Abu Dhabi.
2012 wurde eine Legeanlage für die Gurtkerne der Rotorblätter von Windturbinen – die bisher per Hand gelegt werden mussten, vorgestellt.
Das Unternehmen erzielte im Jahre 2011 erstmals einen Auftragseingang von über 100 Mio. € (85 Mio. € Umsatz) bei einer Exportquote von 90 %. Es zählt zu den Leitbetrieben des Innviertels und zu den 250 umsatzstärksten Unternehmen in Oberösterreich.
2012 wurden 25 Mio. € in den Standort Gurten investiert. Die Produktionsfläche wurde um 8000 m² vergrößert.
2014 gründete Fill zwei 100-prozentige Tochterunternehmen, eines in Shanghai (China) und eines in Puebla (Mexiko).

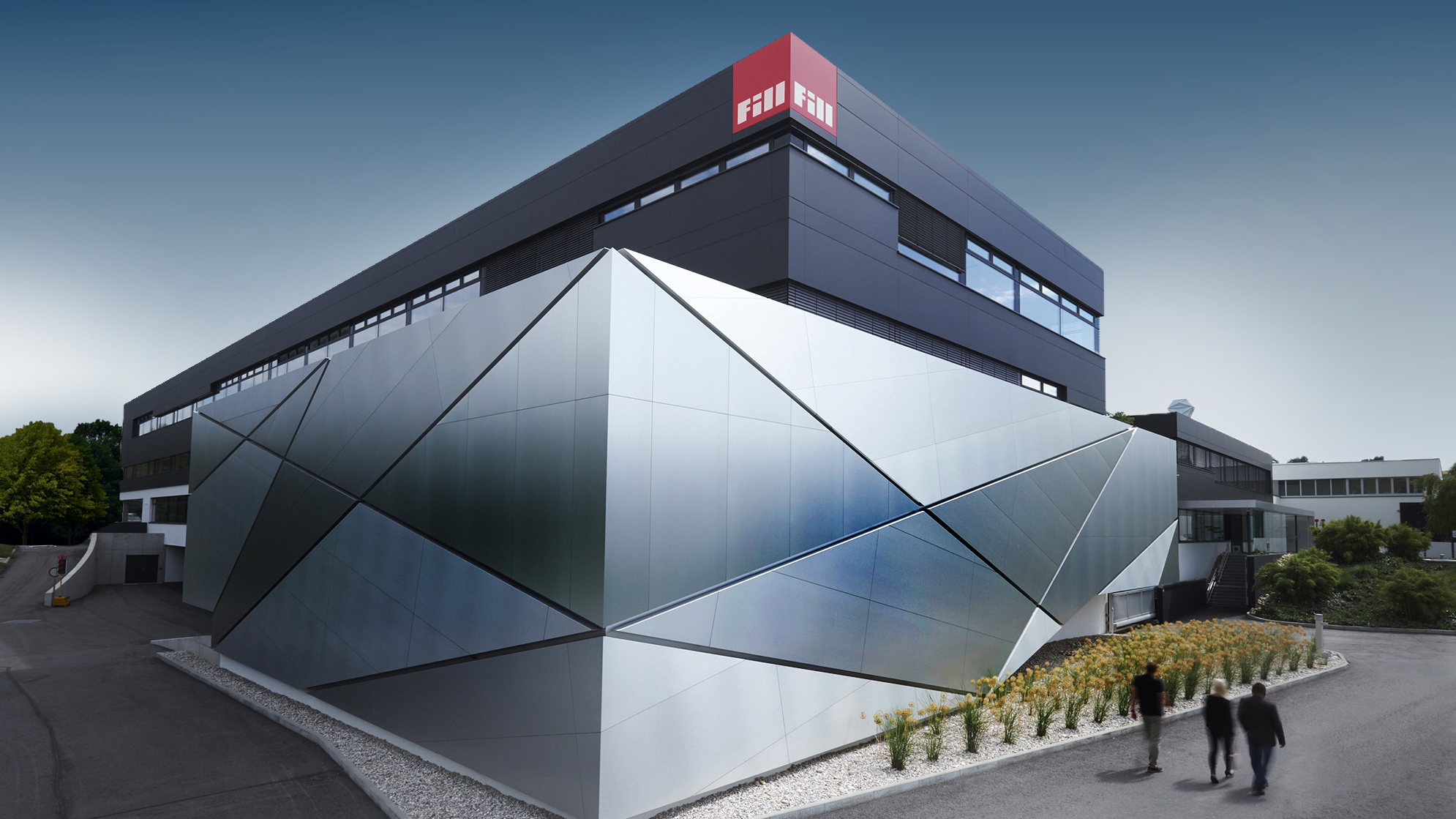
Future Dome (2021)

Im Jahr 2016 wurden das neue Kunden- und Innovationscenter mit einem Veranstaltungszentrum und einer Kinderbetreuungseinrichtung eröffnet. 2018 nahm das Unternehmen eine 5.000 Quadratmeter großen Photovoltaikanlage in Betrieb.
Mit einem Investitionsvolumen von rund 10 Millionen Euro hat Fill am Standort Gurten, OÖ, ein Zentrum für Digitalisierung, Forschung und Entwicklung geschaffen, die Fill Future Zone. Ein Teil der Future Zone ist das Future Lab. In dieser kreativen und modernen Lernumgebung haben Kinder, Jugendliche und Junggebliebene die Möglichkeit, zukünftige Technologien kennenzulernen.
Mit dem Eintritt von 26 neuen Lehrlingen Anfang September 2023 wurde nun die „Schallmauer“ von 1.000 Mitarbeitern durchbrochen. 2023 bildet Fill 93 Lehrlinge in zehn verschiedenen technischen Lehrberufen aus.

### Mitgliedschaften
Fill ist Mitglied der österreichischen Plattform Industrie 4.0. Wolfgang Rathner, ehemaliger Fill-Geschäftsführer, ist seit 2018 als Vertreter des Unternehmens Teil des Vorstands der Plattform Industrie 4.0 und wurde 2020 als Vorstandsmitglied wiedergewählt.

## Beteiligungen Fill Beteiligungsverwaltungs GmbH
- Fill Gesellschaft m.b.H.: 100 %
- Fill Mexico, S. DE R.L. DE C.V.: 100 %
- Fill Machinery & Engineering Co., Ltd.: 100 %
- Fill USA, Inc.: 100 %
- Boost Automation GmbH: 100 %
- Core smartwork GmbH (Software und Beratung): 60 %

## Trivia
Keine unternehmerische Verflechtung gibt es mit der Firmengruppe um die 2017 in die Insolvenz geschlitterte Fill Metallbau in Hohenzell. Die Namensgleichheit resultiert daraus, dass die Firmengründer der beiden Unternehmen Alois und Josef Fill Brüder sind.